# Incendio della metropolitana di Daegu
Il 18 febbraio 2003, un piromane ha dato fuoco a un treno della metropolitana di Daegu mentre arrivava alla stazione di Jungangno, nel centro di Daegu, Corea del Sud. L'incendio, che si è propagato quando un secondo treno si è fermato nella stessa stazione, ha ucciso 192 persone e ne ha ferite altre 151. Rimane la più grave perdita di vite umane in un singolo incidente deliberato nella storia della Corea del Sud in tempo di pace, superando la sparatoria del 1982 commessa da Woo Bum-kon.